# Passe-temps interdits
Passe-temps interdits (Our Guys: Outrage at Glen Ridge) est un téléfilm policier américain réalisé par Guy Ferland et diffusé en 1999.

## Synopsis
Passe-temps interdits est basé sur le roman de Bernard Lefkowitz Our Guys, lui-même tiré d’un fait divers qui bouleversa l’Amérique et divisa la petite communauté de Glen Ridge (New Jersey).
Ce téléfilm raconte le combat de l'inspectrice de police Kelly Brooks, fraîchement revenue dans sa ville natale pour y retrouver le calme, loin de la criminalité des grandes villes. Elle ne s’attend pas à devoir se charger de la plus difficile et délicate affaire de viol de toute sa jeune carrière : Quand elle reçoit la visite de la jeune Leslie Faber, déficiente mental, elle est horrifiée des faits qu’elle décrit : elle aurait subi un viol collectif de la part de certains membres de l’équipe vedette de football local ! Mais traduire en justice ces individus ne sera pas facile, l’école, les autorités local et l’opinion publique se rangeant plutôt du côté de ses stars montantes, la fierté de la ville. Dans ce combat elle sera aidée par le procureur Robert Laurino.

## Fiche technique
- Titre original : Our Guys: Outrage at Glen Ridge
- Réalisation : Guy Ferland
- Scénario : Bernie Lefkowitz, Paul Brown
- Durée : 90 min
- Pays :  États-Unis
- genre : action , policier

## Distribution
- Ally Sheedy : Detective Kelly Brooks
- Eric Stoltz : Procureur Robert Laurino
- Heather Matarazzo : Leslie Faber
- Sara Botsford  :Ros Faber
- Scott Vickaryous : Paul Archer
- Eric Keenleyside : Lt. Frank Bennett
- Michael Tomlinson : Charles Faber
- Art Hindle (en) : Doug Archer
- Gwynyth Walsh : Madame Archer
- Brendan Fehr :  Barry Bennett
- Tygh Runyan :  Chris Archer
- Kett Turton : John Tierney
- Doron Bell : Carl Brewer
- Derek Hamilton : Bryant Grover
- Lochlyn Munro: Officer Balke
- Stephen Miller :  Jack Scherzer
- Ryan Taylor : Kevin Scherzer
- Will Sanderson : Kyle Scherzer
- Aaron Smolinski : Peter Quigley
- Carly Pope : Mari Farreaz
- Amber Rothwell : Amy Ryan
- David Abbott : Judge Cohen

## L'histoire vraie
Passe-temps interdits est l'adaptation du livre de Bernard Lefkowitz Our Guys, relatant l'incident de 1989 à Glen Ridge, dans le New Jersey. La victime est une jeune handicapée mentale, connue sous le nom de Leslie Faber dans le livre et le téléfilm (son véritable nom n'a jamais été rendu public). Elle avait 17 ans mais le QI d'un enfant de 8 ans quand ce premier mars 1989, elle se rendit dans le parc de Carteret pour y jouer au basket, là elle est entraînée par un des 12 joueurs de foot à descendre au sous-sol de la maison des Sherzers, située en abord du parc. 6 joueurs quittèrent les lieux[pas clair], la laissant seule avec 7 agresseurs, elle fut tour à tour violée avec divers objets dont un balai, une batte de Baseball, etc. L'histoire a attiré l’attention du pays, en raison du traitement de faveur que l’école et les autorités locales ont accordé aux joueurs. 
Le téléfilm, en raison des heures de diffusion, a atténué les scènes de viol. Il a aussi modifié le nom des personnages, en a inventé de nouveaux et changé les dates.
La série New York, police judiciaire s'est aussi inspirée de cette histoire pour l'un de ses épisodes.